# Arcoscalpellum
Arcoscalpellum är ett släkte av kräftdjur. Arcoscalpellum ingår i familjen Scalpellidae.

## Bildgalleri

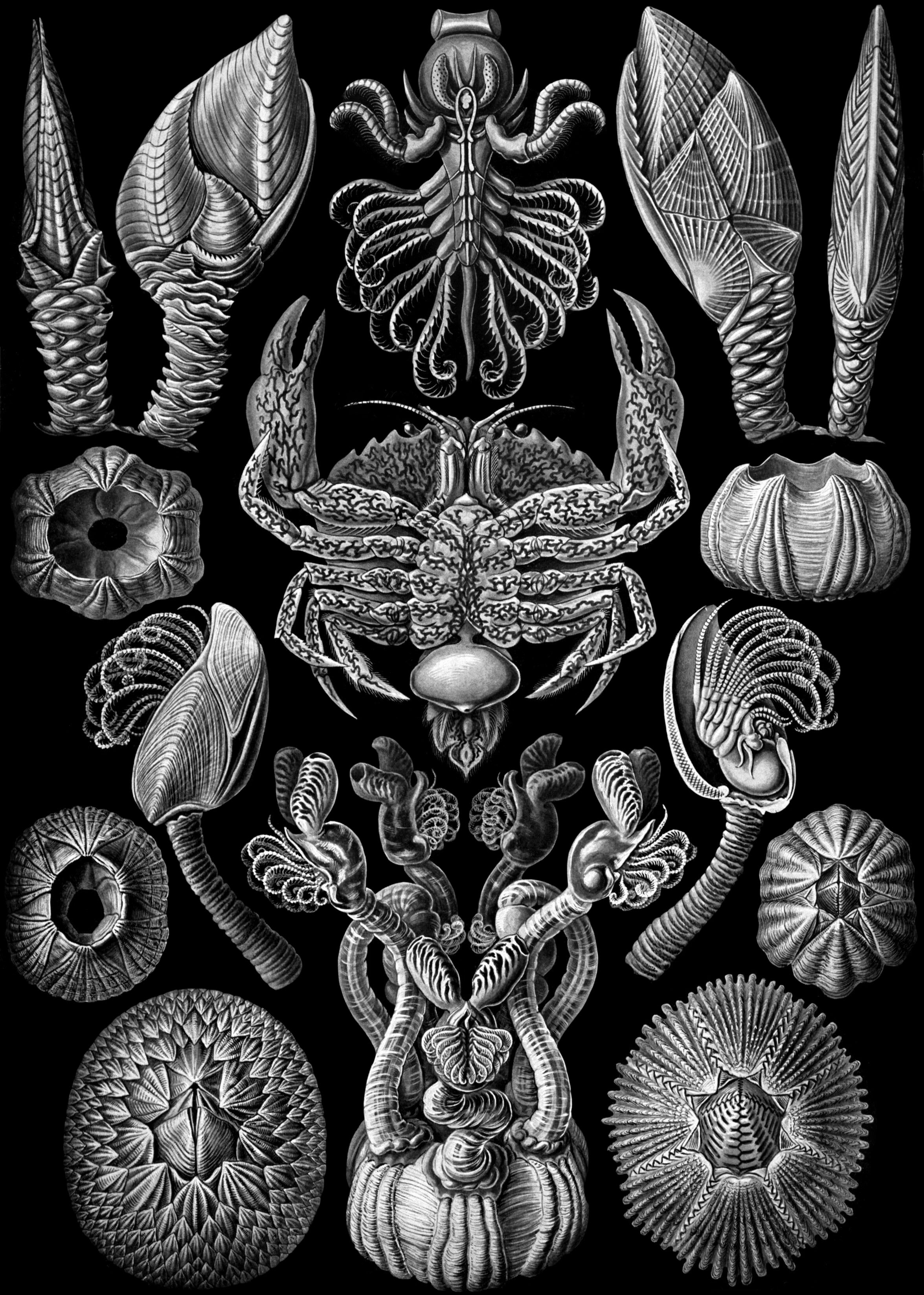

## Dottertaxa tillArcoscalpellum, i alfabetisk ordning[1]
- Arcoscalpellum acicularum
- Arcoscalpellum africanum
- Arcoscalpellum angulare
- Arcoscalpellum antarcticum
- Arcoscalpellum berndti
- Arcoscalpellum beuveti
- Arcoscalpellum bouvieri
- Arcoscalpellum brevecarinatum
- Arcoscalpellum buccinum
- Arcoscalpellum compactum
- Arcoscalpellum darwinii
- Arcoscalpellum formosum
- Arcoscalpellum gaussi
- Arcoscalpellum hawaiense
- Arcoscalpellum hirsutum
- Arcoscalpellum imbricotectum
- Arcoscalpellum intonsum
- Arcoscalpellum latusculum
- Arcoscalpellum liberum
- Arcoscalpellum longicarinatum
- Arcoscalpellum magnaecarinae
- Arcoscalpellum michelottianum
- Arcoscalpellum micrum
- Arcoscalpellum multicostatum
- Arcoscalpellum parallelogramma
- Arcoscalpellum portoricanum
- Arcoscalpellum recurvirostrum
- Arcoscalpellum sinuatum
- Arcoscalpellum triangulare
- Arcoscalpellum weltneri
- Arcoscalpellum vitreum